# Fredrik av Schleswig-Holstein-Sonderburg-Augustenburg
Fredrik Christian August, född 6 juli 1829 på Augustenborgs slott, död 14 januari 1880 i Wiesbaden, var hertig av Augustenburg. Son till Kristian av Holstein-Augustenburg och grevinnan Louise Danneskjold-Samsøe.

## Biografi
Hertig Fredrik deltog på den tyska sidan i Schleswig-holsteinska kriget 1848-1851. Efter att den nytillträdde kung Kristian IX av Danmark 18 november 1863 skrev under den så kallade novemberförfattningen utropade han sig 19 november till hertig Fredrik VIII av Schleswig-Holstein. Oenigheten kring Schleswig-Holsteins ställning ledde till dansk-tyska kriget 1864. Han deltog i Tysk-franska kriget 1870-71 som bayersk generalmajor.
Fredrik var ägare till slottet Dolzig i Preussen och till Gräfsnäs slott i Västergötland.

## Äktenskap
Hertig Fredrik gifte sig 1856 på Augustenborg med Adelheid av Hohenlohe-Langenburg (1835-1900).

### Barn
1. Friedrich (1857-1858)
2. Auguste Viktoria av Schleswig-Holstein-Sonderburg-Augustenburg (1858-1921) , gift med Vilhelm II av Tyskland
3. Karolina Matilda av Holstein-Augustenburg (1860-1932), gift med Fredrik Ferdinand av Schleswig-Holstein-Sonderburg-Glücksburg, mormors föräldrar till Carl XVI Gustaf
4. Ernst Günther av Holstein-Augustenburg (1863-1921), gift med Dorothea av Sachsen-Coburg
5. Luise (1866-1952), 1886 gift med prins Fredrik Leopold av Preussen
6. Feodora Adelheid (1874-1910) ogift